# Rita Harradence
Rita Harriet Harradence (16 de septiembre de 1915 − 6 de noviembre de 2012) fue una bioquímica australiana pionera en la síntesis de la penicilamina y los esteroides, y la estereoquímica de las moléculas implicadas en la biosíntesis del colesterol.

## Biografía
Rita Harriet Harradence nació en Bexley, Nueva Gales del Sur, el 16 de septiembre de 1915, hija de Walter Charles Harradence y Ethel Harriet, nacida Todd. Tennía dos hermanos, Arthur y Edward. Su padre era carpintero y su madre era modista en una tienda. Asistió al St George Girls High School, una escuela académicamente selectiva para chicas, donde ella destacaba, particularmente en matemáticas. Una profesora excepcional, Lilian Whiteoak, disparó su interés por la química. Cuando se matriculó en 1933, había obtenido el primer puesto de todo Gales del Sur en química. También recibió primeros honores en matemática, y sobresalientes en inglés, francés, latín y mecánica, siendo una de las mejores alumnas del estado.
Harradence ganó una beca estatal para estudiar química en la Universidad de Sídney, donde obtuvo su BSc con honores en 1936, siendo la primera de su clase junto a Arthur Birch, y un Master en 1937. Mientras estaba allí  conoció a John Cornforth, un compañero estudiante de química un curso por debajo de ella. Había roto un frasco Claisen y Cornforth, con su pericia soplando vidrio y el uso de un soplete, arregló la rotura. Se conocieron mejor y pasaron tiempo haciendo senderismo en las Montañas Azules los fines de semana.
En 1939, Harradence y Cornforth ganaron las dos Research Fellowships de 1851 otorgadas a Australianos para estudiar en el Reino Unido. Ambos escogieron ir a Somerville College, Oxford, para estudiar bajo Sir Robert Robinson. Salieron de Sídney en el SS Orama el 6 de agosto de 1939. La Segunda Guerra Mundial estalló mientras  cruzaban el Océano Índico. Una vez en Oxford, ambos trabajaron en sus doctorados. Harradence escribió su tesis, bajo la supervisión de Robinson, sobre la "Síntesis de las cetonas cíclicas en relación con las hormonas sexuales" en Somerville College  Robinson tuvo a Harradence y Cornforth sintetizando penicilamina. Se comprometieron en 1941, y se casaron en septiembre de ese año. Tendrían un hijo, John, y dos hijas, Brenda y Philippa.
Había pocos puestos de investigación en química en Australia en los primeros años de la posguerra, así que se quedaron en el Reino Unido. Robinson les encontró trabajo en el Instituto Nacional de Investigación Médica en Hampstead, y posteriormente en Mill Hill. Allí,  ella continuó la investigación que había iniciado en Oxford sobre la estereoquímica, investigando la forma de las moléculas implicadas en la biosíntesis del colesterol. Dejó el trabajo brevemente tras tener a su segundo hijo en 1946, pero regresó, inicialmente a tiempo parcial, en 1947. En 1962, se fueron al Laboratorio Milstead de Enzimología Química de Shell, donde permaneció hasta que se jubiló en 1975.  A lo largo de los años publicaron 41 trabajos juntos. En su discurso de aceptación del Premio Nobel de Química de 1975, Cornforth dijo:

A lo largo de mi carrera académica mi mujer ha sido mi colaboradora más constante. Su habilidad experimental ha supuesto aportaciones muy grandes al trabajo; me ha ayudado más allá de todo límite con las dificultades de comunicación que acompañan a la sordera; su ánimo y su fortaleza han sido mi mayor apoyo.

Cornforth fue hecho caballero el 10 de febrero de 1977, y Harradence se convirtió en Lady Cornforth, pero recibió muy poco reconocimiento por su propio trabajo. Recibió un doctorado honorario por la Universidad de Sussex, y la Universidad Nacional Australiana estableció las becas Rita Cornforth para mujeres investigadoras en química en 1996. La Universidad de Sídney estableció la Medalla Rita y John Cornforth en 2011 para honrar la excelencia académica entre los nuevos doctores.  Falleció el 6 de noviembre de 2012, tras una larga enfermedad, en su casa en Sussex, con su familia a su alrededor, y fue enterrada en el Clayton Wood Natural Burial Ground. Fue sobrevivida por su marido, tres hijos, dos nietos y cuatro bisnietos.